# Wright (Florida)
Wright è una città degli Stati Uniti d'America, classificata come CDP e situata in Florida, nella Contea di Okaloosa.